# Storbritanniens Grand Prix 1975
Storbritanniens Grand Prix 1975 var det tionde av 14 lopp ingående i formel 1-VM 1975.  

## Rapport
Tävlingen karakteriserades av ett kraftigt regn i slutet av loppet vilket medförde att ett stort antal bilar råkade ut för vattenplaning och kraschade i samma kurva. På grund av de många olyckorna stoppades loppet i förtid.

## Resultat
1. Emerson Fittipaldi, McLaren-Ford, 9 poäng
2. Carlos Pace, Brabham-Ford (55, olycka), 6
3. Jody Scheckter, Tyrrell-Ford (55, olycka), 4
4. James Hunt, Hesketh-Ford (55, olycka), 3
5. Mark Donohue, Penske-Ford (55, olycka), 2
6. Vittorio Brambilla, March-Ford, 1
7. Jochen Mass, McLaren-Ford (55, olycka)
8. Niki Lauda, Ferrari
9. Patrick Depailler, Tyrrell-Ford (54, olycka)
10. Alan Jones, Hill-Ford
11. John Watson, Surtees-Ford (54, olycka)
12. Mario Andretti, Parnelli-Ford
13. Clay Regazzoni, Ferrari
14. Jean-Pierre Jarier, Shadow-Ford (53, olycka)
15. Tony Brise, Hill-Ford (53, olycka)
16. Brian Henton, Lotus-Ford (53, olycka)
17. John Nicholson, Lyncar-Ford (51, olycka)
18. Dave Morgan, Surtees-Ford (50, olycka)
19. Wilson Fittipaldi, Fittipaldi-Ford (50, olycka)

### Förare som bröt loppet
- Hans-Joachim Stuck, March-Ford (varv 45, olycka)
- Jim Crawford, Lotus-Ford (28, olycka)
- Tom Pryce, Shadow-Ford (20, olycka)
- Lella Lombardi, March-Ford (18, motor)
- Ronnie Peterson, Lotus-Ford (7, motor)
- Jacques Laffite, Williams-Ford (5, växellåda)
- Carlos Reutemann, Brabham-Ford (4, motor)

### Förare som ej kvalificerade sig
- Roelof Wunderink, Ensign-Ford
- Hiroshi Fushida, Maki-Ford